# Wehingen (Badenia-Wirtembergia)
Wehingen – miejscowość i gmina w Niemczech, w kraju związkowym Badenia-Wirtembergia, w rejencji Fryburg, w regionie Schwarzwald-Baar-Heuberg, w powiecie Tuttlingen, siedziba związku gmin Heuberg. Leży w Parku Natury Górnego Dunaju, nad Untere Bära, ok. 20 km na północ od Tuttlingen.